# Prorhynchops bilimeki
Prorhynchops bilimeki là một loài ruồi trong họ Tachinidae.